# Julius Micklitz
Julius Micklitz (* 12. April 1821 in Deutsch Paulowitz, Österreichisch-Schlesien; † 3. April 1885 in Freiwaldau) war ein österreichischer fürstbischöflicher Oberforstmeister und forstwirtschaftlicher Autor.

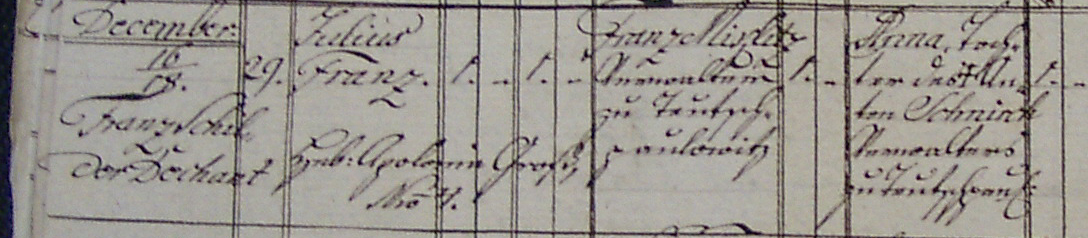
Julius Micklitz

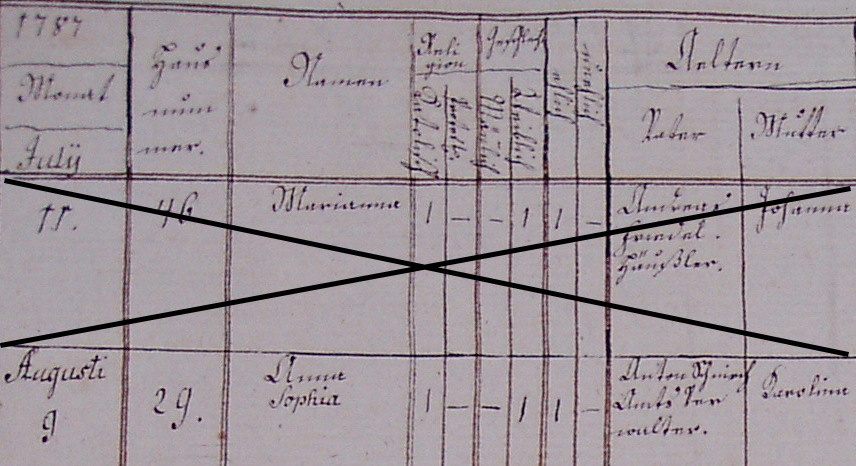
Geburt Anna Sophia Schnirch

## Leben
Julius Micklitz kam in der Försterfamilie des Franz Josef Micklitz (1784–1860) und seiner Ehefrau Anna Sophia Schnirch (1792–1824) zur Welt. Sein Bruder war der Oberlandforstmeister und Ministerialrat im k.k. Ackerbau-Ministerium Robert Micklitz (1818–1898). Verheiratet war Julius mit Klothilde Therese Johanna Hofmann (* 1831) aus Ober Langendorf (Nordmähren). Gemeinsamer Sohn war Theodor Hugo Micklitz (* 8. November 1856 in Freiwaldau; † 11. Januar 1922 in Wien), welcher u. a. Hofjagdleiter  am Hofe des Kaisers Franz Joseph I.  und Professor an der Universität für Bodenkultur Wien war. Theodor ist im Familiengrab seines Onkels Robert auf dem Hietzinger Friedhof in Wien Gruppe 17, Reihe 2 beigesetzt. Im Familiengrab liegt neben ihm auch Rudolf Micklitz (* um 1896; † 21. Juni 1946).
Micklitz erlernte seinen Beruf von 1839 bis 1841 beim Hoch- und Deutschmeister in Hrabin (Hrabyně), danach studierte er von 1841 bis 1843 an der Forstakademie Mariabrunn. Mit dem Ende des Studiums übernahm er die Stelle eines Waldamtsaktuars im Dienste der katholischen Adelsgemeinschaft des Deutschen Ritterordens in  Ober Langendorf und wurde im Jahre 1846 Oberförster in Karlsbrunn (Karlova Studánka). Im Jahre 1861 wurde er zum Oberforstmeister der Breslauer Bistumsherrschaften ernannt, in welcher Stellung er bis zu seinem Tode 1885 verblieb. Er starb an einem schweren Herz- und Nierenleiden.
Micklitz erwarb sich bedeutende Verdienste in der Erziehung sturmfester Waldmäntel in windgerissenen Waldbeständen durch Aufforstung in den Hochbruchlagen sowie durch das Anlegen zweckmäßiger Waldwegenetze. Er war Mitglied in Mährisch-schlesischen Forstverein und saß in der Prüfungskommission der forstlichem Staatsprüfung in Troppau (Opava).

## Publikationen
- Über Sturmverheerungen in ausgedehnten Gebirgswäldern und die Mittel zu ihrer Verhinderung" (veröffentlicht in: Centralblatt für das gesammte Forstwesen, zugleich Organ für das forstliche Versuchswesen, Jahrgang 1852)
- Die forstlichen Vegetationsverhältnisse des Altvatergebirges, 1857
- Robert & Julius Micklitz: Beleuchtung der Preßler´schen Grundsätze und Regeln des rationellen Waldwirts, unternommen vom praktischen Standpunkte: zugleich Nachweis zum Theil irrig oder unbillig entwickelter, einflussübender Waldwerthe, 1861
- Die Opposition gegen den forstlichen Hochschulunterricht (veröffentlicht in: Centralblatt für das gesammte Forstwesen, zugleich Organ für das forstliche Versuchswesen, 1876)
- Gutachten über den Zustand und die Bewirthschaftung der zum Besitze der Landeshauptstadt Troppau gehörigen Forste nächst Skrzipp und Jakubschowitz, A. Riedel, Troppau 1881

## Ehrungen
- Komturkreuz des Franz-Joseph-Ordens mit Kriegsdekoration (1916),
- Orden der Eisernen Krone III. Klasse
- Goldenes Verdienstkreuz mit der Krone
- Orden des Heiligen Schatzes aus Japan